# Jack Quinn
Jack Quinn, född 19 september 2001 i Cobden i Ontario, är en kanadensisk professionell ishockeyforward som spelar för Buffalo Sabres i National Hockey League (NHL).
Han har tidigare spelat för Rochester Americans i American Hockey League (AHL) och Ottawa 67's i Ontario Hockey League (OHL).
Quinn draftades av Buffalo Sabres i första rundan i 2020 års draft som åttonde spelare totalt.

## Statistik
| 2014–2015  | Upper OV Aces       |            | 30  | 19 | 21 | 40  | 8  | 8  | 2 | 6  | 8  | 0 |
| 2015–2016  | Upper OV Aces       |            | 30  | 38 | 24 | 62  | 4  | 7  | 6 | 12 | 18 | 4 |
| 2016–2017  | Kanata Lasers       |            | 45  | 28 | 24 | 52  | 10 | 3  | 1 | 0  | 1  | 0 |
| 2017–2018  | Kanata Lasers       | CCHL       | 49  | 21 | 25 | 46  | 24 | 4  | 0 | 1  | 1  | 0 |
|            | Ottawa 67's         | OHL        | 8   | 0  | 1  | 1   | 0  | 2  | 0 | 0  | 0  | 0 |
| 2018–2019  | Ottawa 67's         | OHL        | 61  | 12 | 20 | 32  | 23 | 18 | 3 | 4  | 7  | 0 |
| 2019–2020  | Ottawa 67's         | OHL        | 62  | 52 | 37 | 89  | 33 | —  | — | —  | —  | — |
| 2020–2021  | Rochester Americans | AHL        | 15  | 2  | 7  | 9   | 8  | —  | — | —  | —  | — |
| 2021–2022  | Buffalo Sabres      | NHL        | 2   | 1  | 1  | 2   | 0  | —  | — | —  | —  | — |
|            | Rochester Americans | AHL        | 45  | 26 | 36 | 61  | 23 | 10 | 0 | 2  | 2  | 6 |
| 2022–2023  | Buffalo Sabres      | NHL        | 75  | 14 | 23 | 37  | 15 | —  | — | —  | —  | — |
| NHL totalt | NHL totalt          | NHL totalt | 77  | 15 | 24 | 39  | 15 | —  | — | —  | —  | — |
| AHL totalt | AHL totalt          | AHL totalt | 60  | 28 | 42 | 70  | 31 | 10 | 0 | 2  | 2  | 6 |
| OHL totalt | OHL totalt          | OHL totalt | 131 | 64 | 58 | 122 | 55 | 20 | 3 | 4  | 7  | 0 |

### Internationellt
| Källa: Uppdaterad: 2022-01-12 | Källa: Uppdaterad: 2022-01-12 | Källa: Uppdaterad: 2022-01-12 |         | Utv = Utvisningsminuter | Utv = Utvisningsminuter | Utv = Utvisningsminuter | Utv = Utvisningsminuter | Utv = Utvisningsminuter |
| År                            | Lag                           | Mästerskap                    | Matcher | Mål                     | Assists                 | Poäng                   | Utv                     |                         |
| ----------------------------- | ----------------------------- | ----------------------------- | ------- | ----------------------- | ----------------------- | ----------------------- | ----------------------- | ----------------------- |
| 2021                          | Kanada                        | JVM                           | 7       | 1                       | 4                       | 5                       | 0                       |                         |
| Junior totalt                 | Junior totalt                 | Junior totalt                 | 7       | 1                       | 4                       | 5                       | 0                       |                         |